# Hôtel particulier in Paris

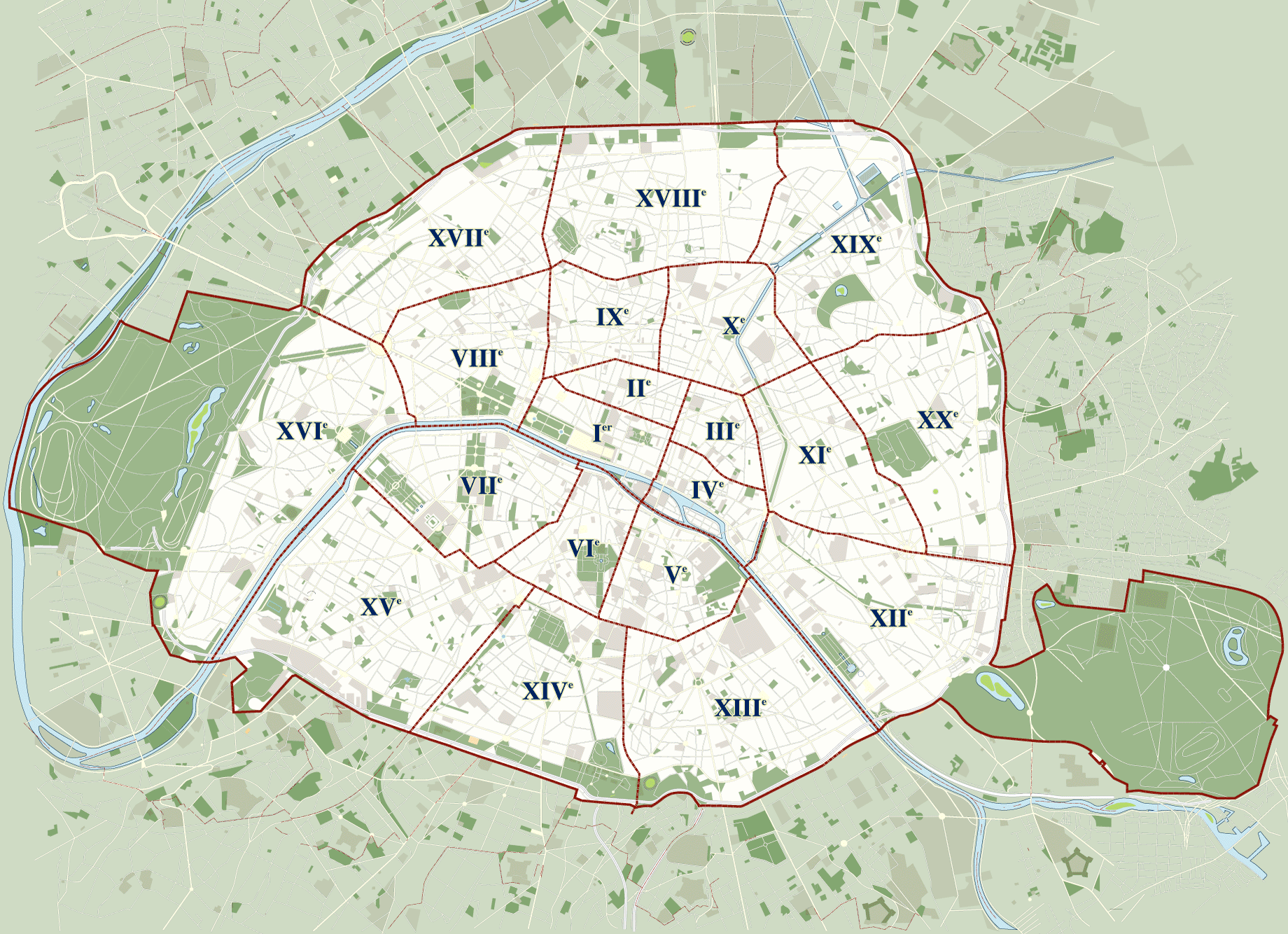
Paris heute, Marais ist Teil der Arrondissements 3. Temple und 4. l’Hôtel de Ville, Faubourg Saint-Honoré im 8. l’Elysée, Faubourg Saint-Germain im 7. Palais Bourbon, das Quartier Latin im 5. Panthéon und 6. Luxembourg

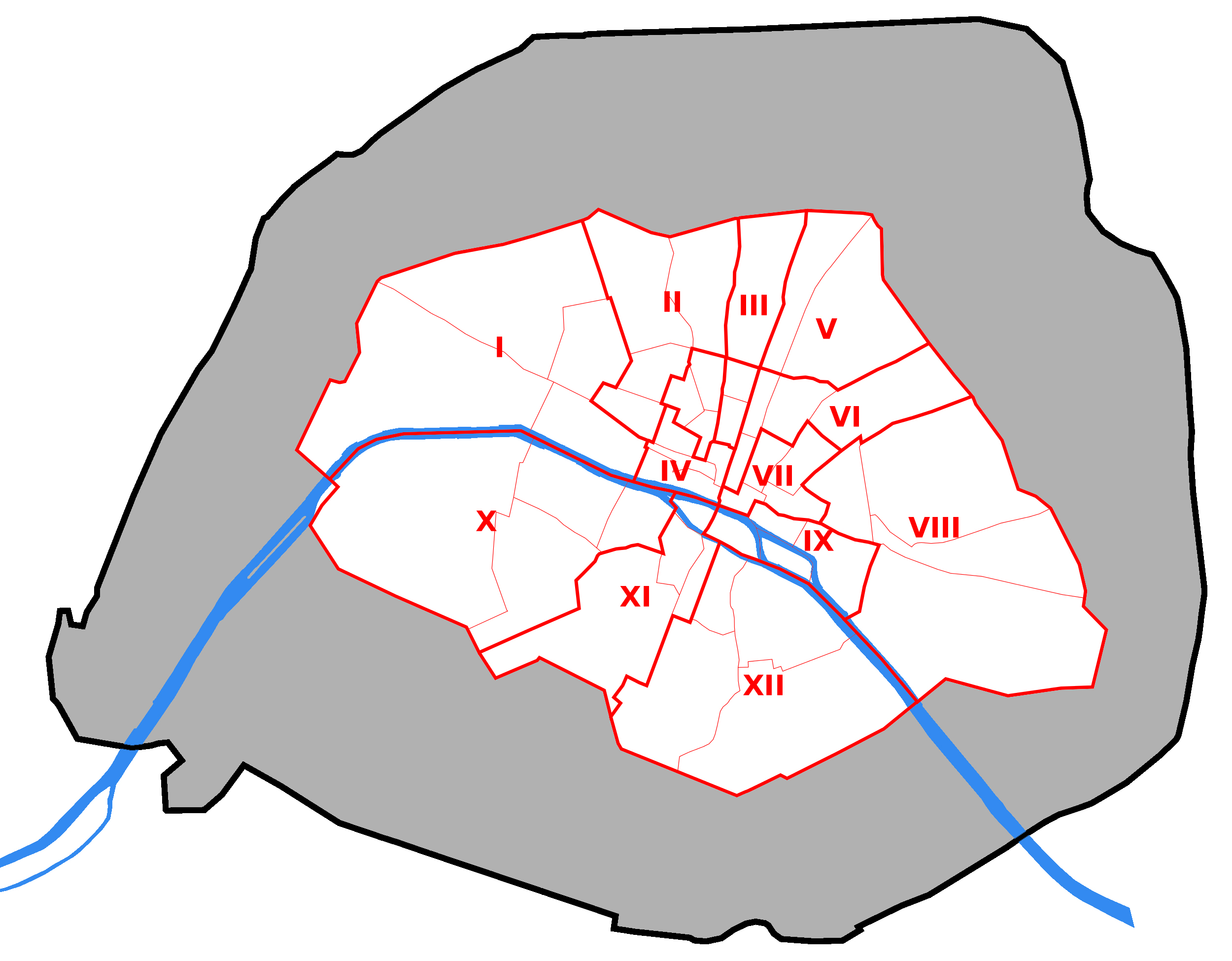
Alte Arrondissements von Paris in den Grenzen vor 1860 (weiß)

Das Hôtel particulier als spezifisch französischer Typus eines Stadtpalais nimmt im Stadtbild von Paris eine wichtige Rolle ein. Ausgehend von Paris entwickelt sich dieser Bautypus insbesondere im 16. und 17. Jahrhundert. In den Stadtteilen Marais, Faubourg Saint-Honoré und Faubourg Saint-Germain findet sich eine große Anzahl dieser kunsthistorisch bedeutenden Stadtresidenzen aus dem Zeitraum des späten 15. bis zum 18. Jahrhundert.

## Marais

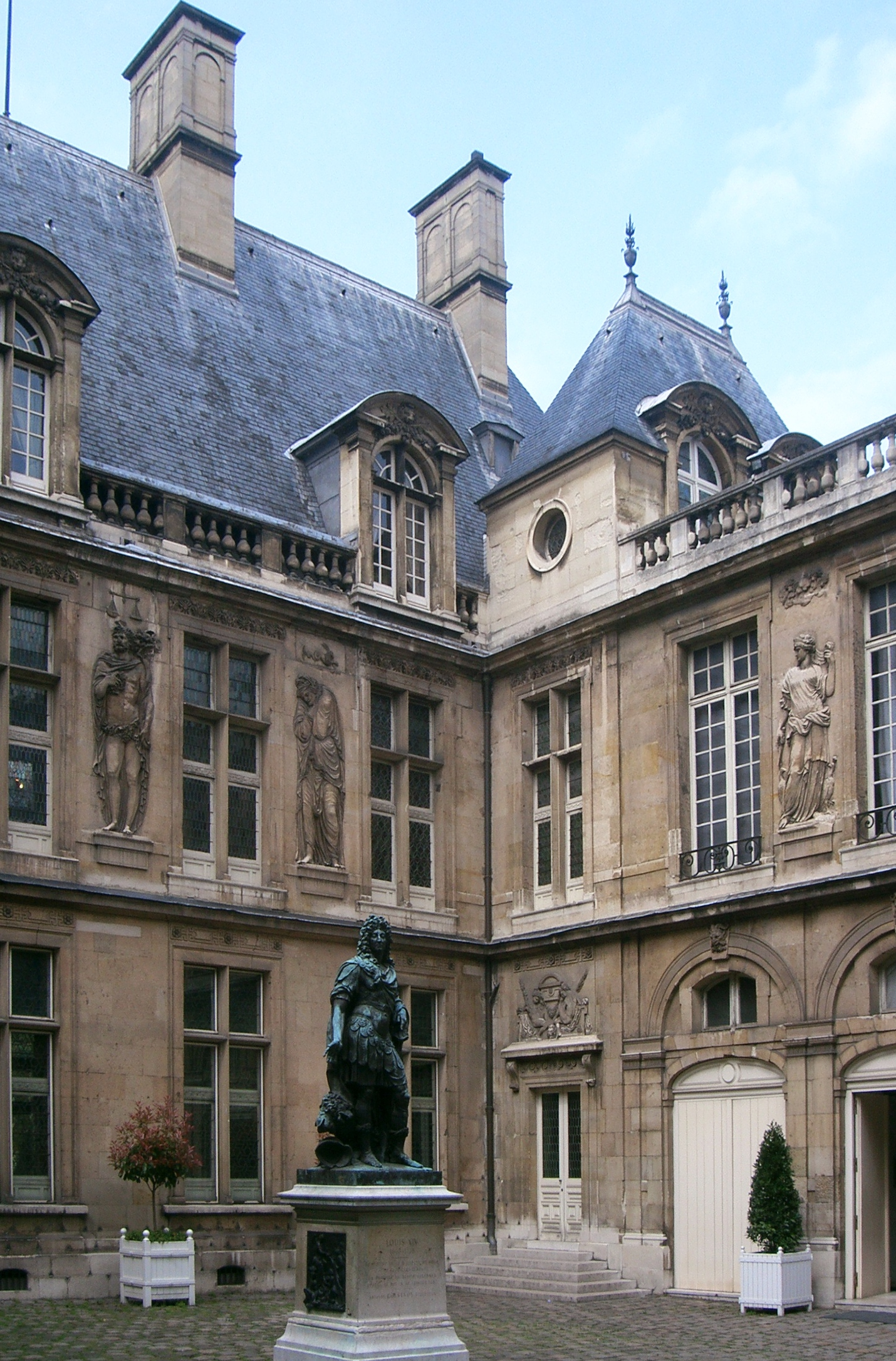
Hôtel de Carnavalet

### Hôtel de Carnavalet
Das Hôtel de Carnavalet steht in der Rue Sévigné 23 im Stadtteil Marais. Die frühe Baugeschichte des Hôtel ist bislang nicht vollständig geklärt.
Der Bau wurde 1544–1548 für den Parlamentspräsidenten Jacques des Ligneris begonnen. Als Bildhauer war Jean Goujon am Bau beteiligt. Die Zuschreibung des Entwurfs ist nicht eindeutig geklärt. In Betracht kommen Jean Bullant, Jacques Androuet du Cerceau der Ältere und Pierre Lescot. Lescot wird aufgrund einiger stilistischer Merkmale als Urheber favorisiert.
1578 wurde das Hôtel vom Sohn Théodore de Ligneris an François de Baume Dame de Kernevenoy verkauft. Aus der Verballhornung seines Familiennamens leitete sich der Namen "Carnavalet" für das Hôtel ab.
Im 17. Jahrhundert wurde das Hôtel zweimal grundlegend umgebaut. Der erste Umbau wurde für Florent d’Argouge wahrscheinlich von François Mansart im zweiten oder dritten Jahrzehnt des Jahrhunderts durchgeführt.
Der zweite Umbau begann nach dem Verkauf der Erben an Claude Boislève 1654. Auch dieser Umbau wurde von François Mansart und dem Bildhauer Gérard Van Opstal durchgeführt. Nachdem Boislève seinen Einfluss am Hof verloren hatte, wechselte das Hôtel 1661 erneut den Besitzer. Es wurde verkauft und zwischen 1677 und 1696 durch Marie de Rabutin-Chantal, Marquise de Sévigné gemietet.
Anschließend wurde es von Etienne Brunet de Rancy und bis 1775 von Nicolas-François Dupré de Saint-Maur bewohnt.
Nach der Französischen Revolution beherbergte das Hôtel die École Nationale des Ponts et Chaussées.
1866 wurde das Gebäude durch die Stadt Paris erworben. Zwischen 1871 und 1890 wurde das Hôtel renoviert und erweitert und beherbergt heute das Musée Carnavalet für Pariser Stadtgeschichte.
Die Fassaden des Hôtels sind weitestgehend erhalten. Die innere Struktur wurde durch den Umbau zum Museum stark überformt. Sie ist in ihrem ursprünglichen Konzept nicht mehr erkennbar.

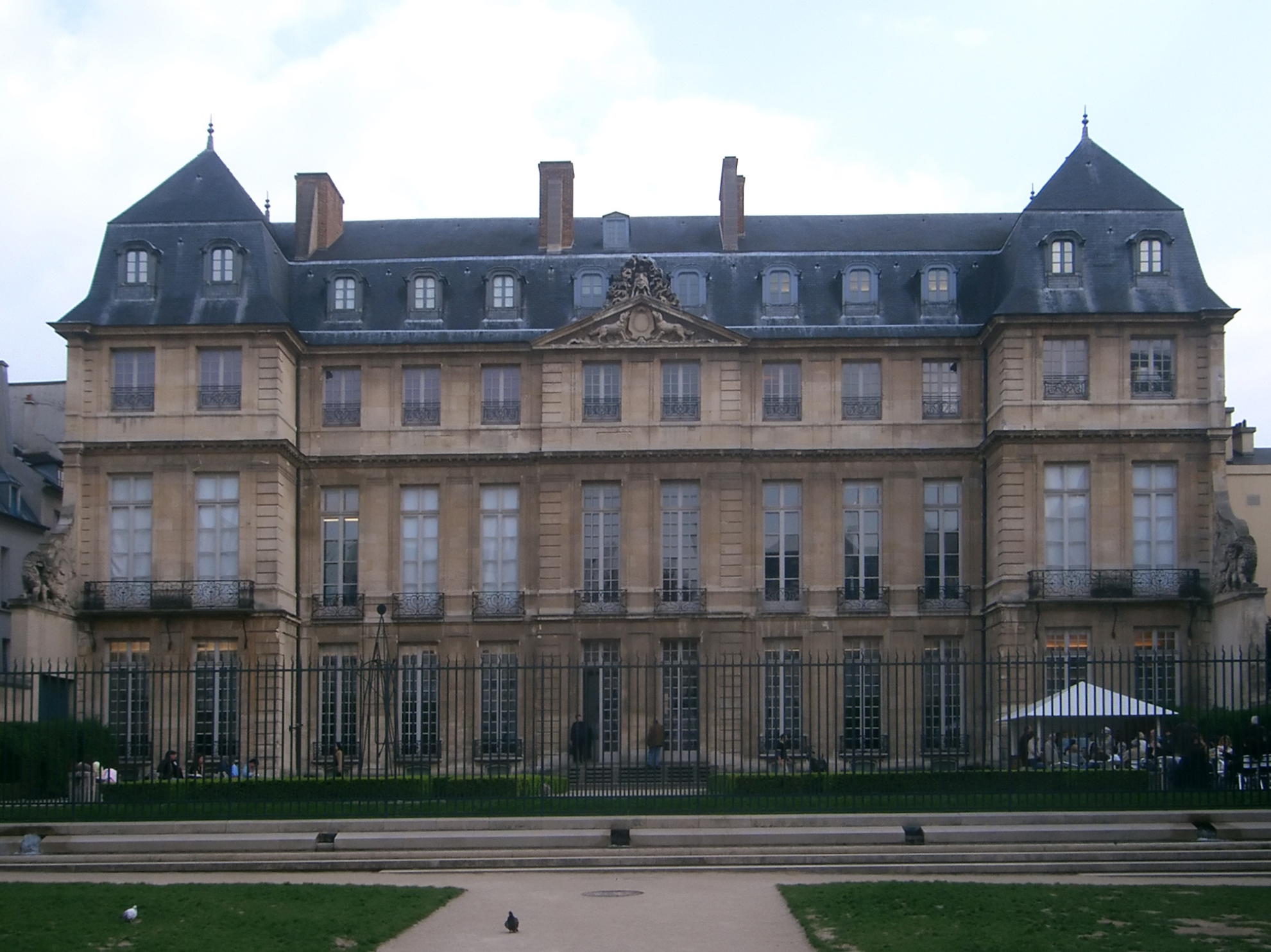
Hôtel Salé

### Hôtel Salé
Das Hôtel Salé wurde in den Jahren 1656-1659 von dem wenig bekannten Architekten Jean Boullier de Bourges für den Steuereinnehmer Pierre Aubert de Fontenay errichtet. Seinen Namen leitet es von der Tatsache ab, dass der Auftraggeber sich an der Einnahme der Salzsteuer bereichert hatte. Salé bedeutet gesalzen. Seit 1985 beherbergt das Hôtel Salé das Musée Picasso.

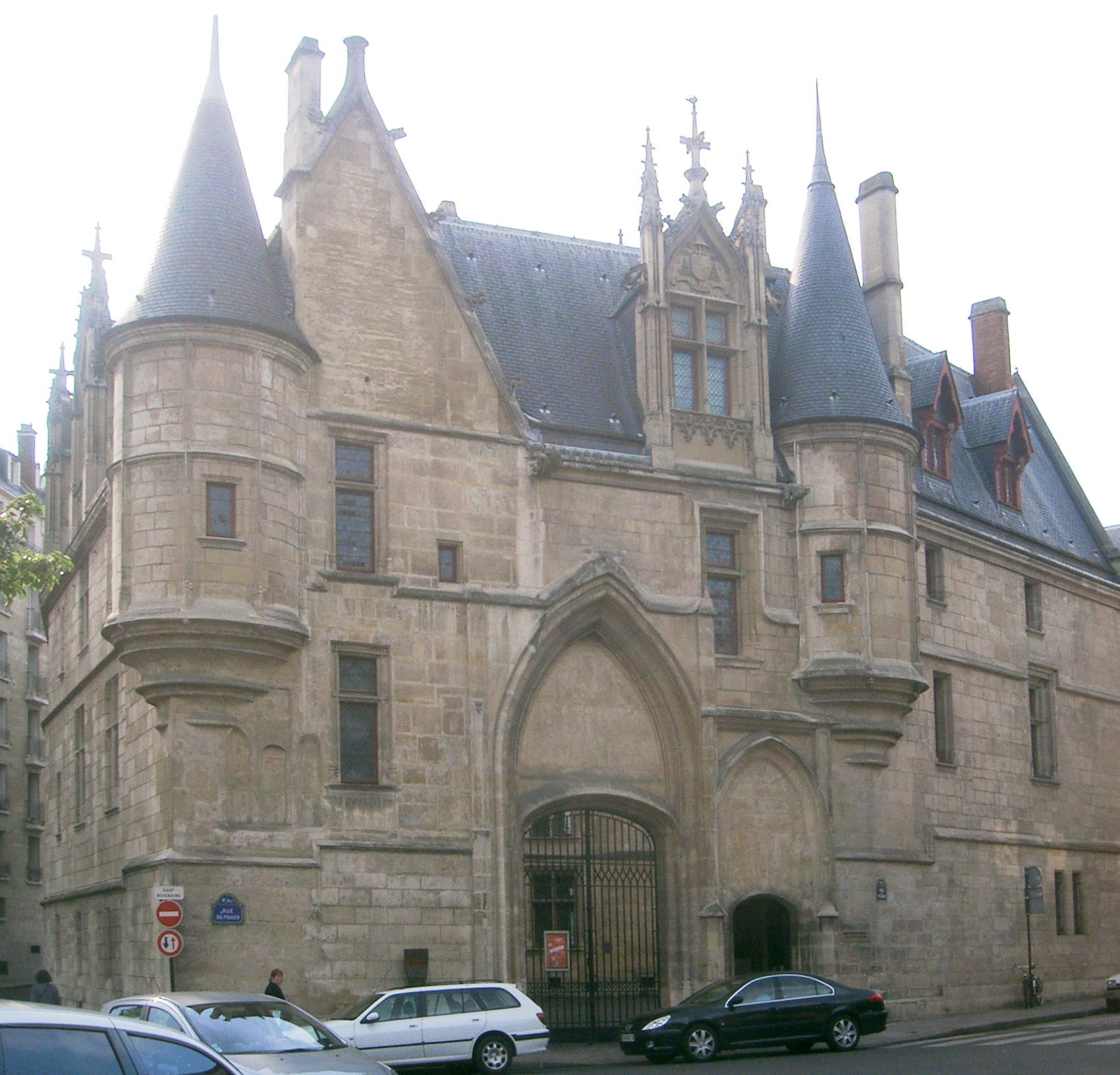
Hôtel de Sens

### Hôtel de Sens
Das Hôtel de Sens liegt im Marais. Es ist gemeinsam mit dem Hôtel de Cluny der älteste noch erhaltene Adelspalast. Der Erzbischof von Sens ließ das Gebäude nach seiner Erhebung zum Primas von Gallien 1475–1507 errichten. Wie beim Hôtel de Cluny entspricht die Grundkonzeption dieses Gebäudes einer gotischen Stadtburg; Details wie die Fensteranordnung deuten schon die Renaissance an.

### Toranlage des Hôtel de Clisson
Von dem Hôtel de Clisson, das in den Jahren von 1371 bis 1375 für den Konnetabel Olivier de Clisson (1336–1407), einen Waffenbruder Duguesclins (1320–1380), erbaut wurde, blieb einzig die befestigte, von zwei Türmen flankierte Toranlage erhalten. Ab 1553 befand das Hôtel sich im Besitz der Guisen. Ihre Erben verkauften es im Jahr 1705 an François de Rohan, Herzog von Soubise (1630–1712). Dieser ließ auf dem Gelände das nachstehend erläuterte Hôtel de Soubise errichten, bewahrte aber das Portal des Hôtel de Clisson als Seiteneingang.

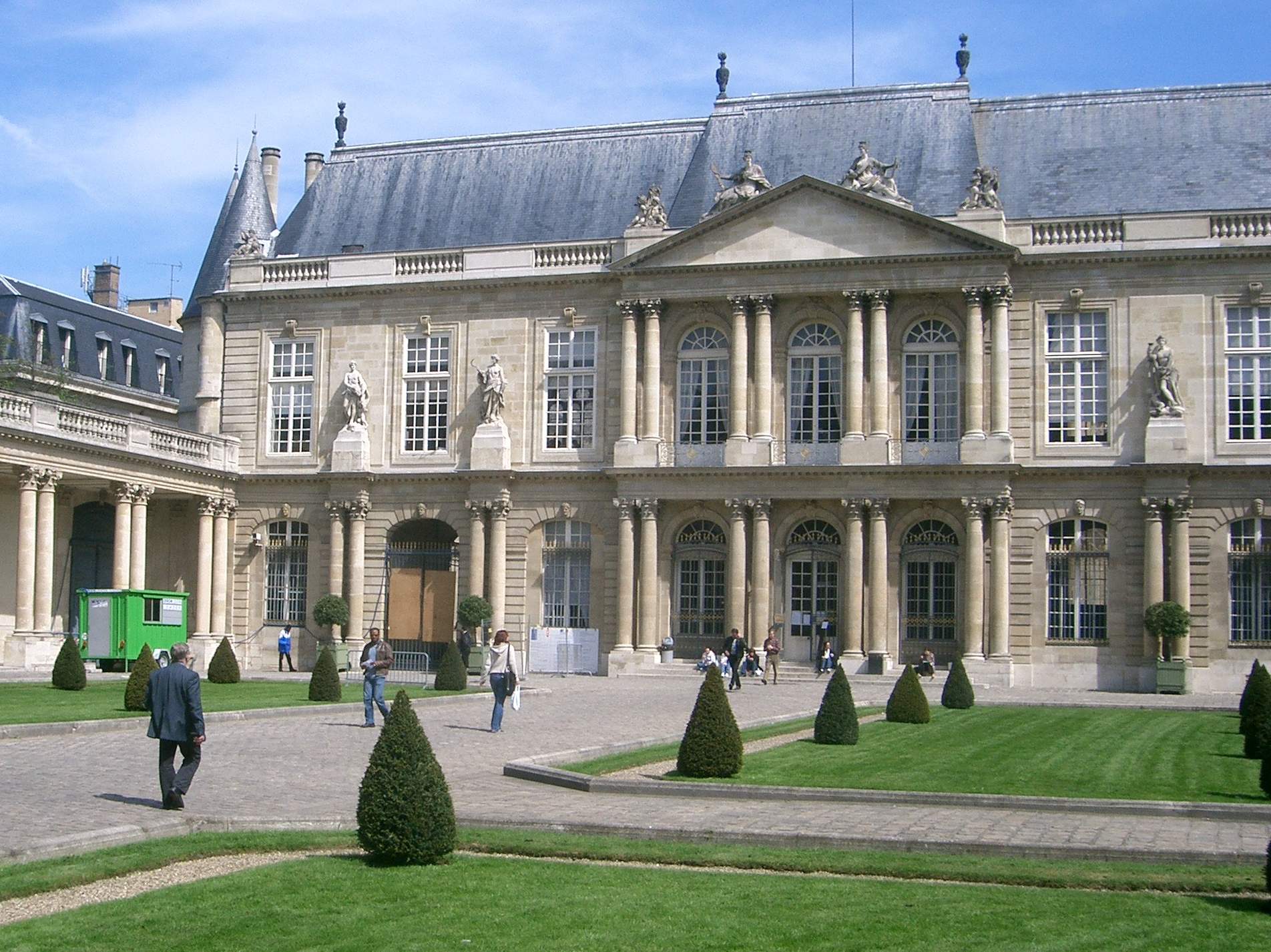
Hôtel de Soubise

### Hôtel de Soubise
Das Hôtel de Soubise ging aus dem Hôtel de Clisson hervor und stammt in dieser Form aus dem 18. Jahrhundert. Das Ensemble befindet sich seit 1808 im Besitz des Staates und beherbergt die Archives nationales (Staatsarchiv).

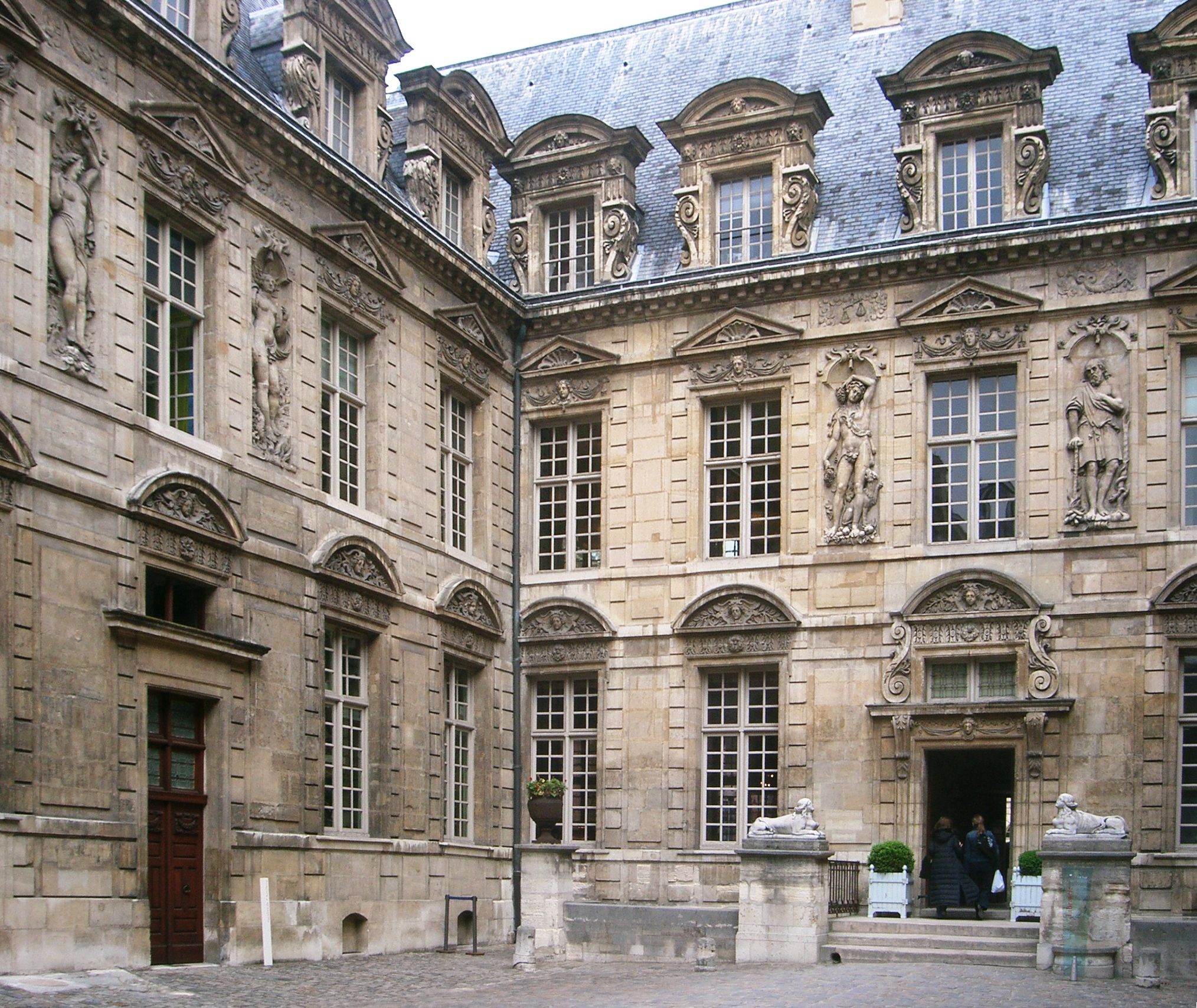
Hôtel de Sully

### Hôtel de Sully
Das Hôtel de Sully wurde in den Jahren 1625 bis 1638 für den Contrôleur des Finances Mesme Gallet gebaut. Architekt war Jean Androuet du Cerceau.
Maximilien de Béthune, erster Herzog von Sully, kaufte das Haus 1634 und verbrachte hier seine letzten Lebensjahre. Sein Enkel Maximilien, zweiter Herzog von Sully, ließ 1660 im Westen des Gebäudes, an der Gartenseite, einen Flügel anbauen. Die Familie Sully besaß das Anwesen bis ins 18. Jahrhundert hinein, danach wechselten die Eigentümer. 1944 ging es in den Besitz des Staates über. Nach Restaurierung ist es Sitz des Centre des monuments nationaux.

## Faubourg Saint-Germain

### Hôtel d’Étampes / Hôtel de Mazarin
Das Hôtel d’Étampes in der Rue de Varenne Nr. 61 (7. Arrondissement) wurde 1703 von Jean Courtonne für Cherestien-Francois de Gorge d’Entraigues umgestaltet. 1729 überformten Germain Boffrand und Claudius III. Audran das Hôtel erneut. Nach dem Eigentümerwechsel 1736 wurde es in Hôtel de Mazarin umbenannt. Mit der Neugestaltung der Innenräume beauftragten die Duchesse de Mazarin und deren Cousine Marie-Anne de Mailly-Nesle (1717–1744) den Architekten Jean-Baptiste Leroux. An der Dekoration waren der Bildhauer Nicolas Pineau und die Maler François Boucher, Jacques de Lajoue, Charles-Joseph Natoire und Christophe Huet beteiligt.
Neben den dekorativen Veränderungen der Fassaden und des Inneren im Stil des Rokoko wurde der Hof vor dem Corps de Logis durch ein neu errichtetes Quergebäude zur Straße hin geschlossen. Diesem Gebäude wurde ein Wagentor vorgelegt. Die Enfilade als bisheriges Erschließungssystem der Appartements wurde aufgegeben und vom Prinzip der freien zirkulären Erschließung der Räume abgelöst. Jacques-François Blondel pries das Hôtel de Mazarin 1745 seinen Schülern an der École des Arts gegenüber als vorbildlich.
1826 wurde das Gebäude beim Bau der Rue Vaneau zur Hälfte niedergelegt. Der Architekt Jean-Joseph Rougevin errichtete in der Folge einen Teil des Gebäudes neu.

### Hôtel Matignon

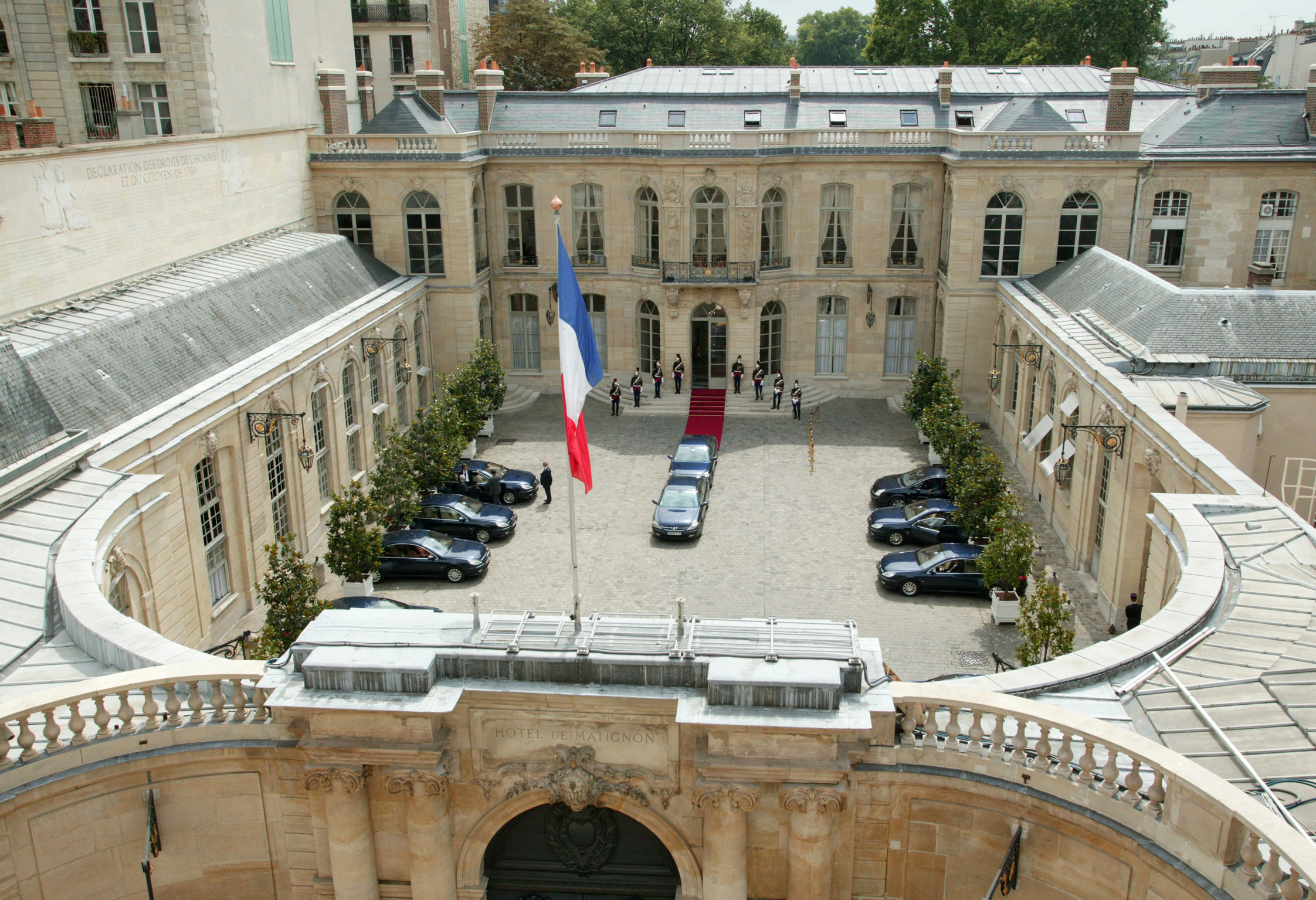
Hôtel Matignon

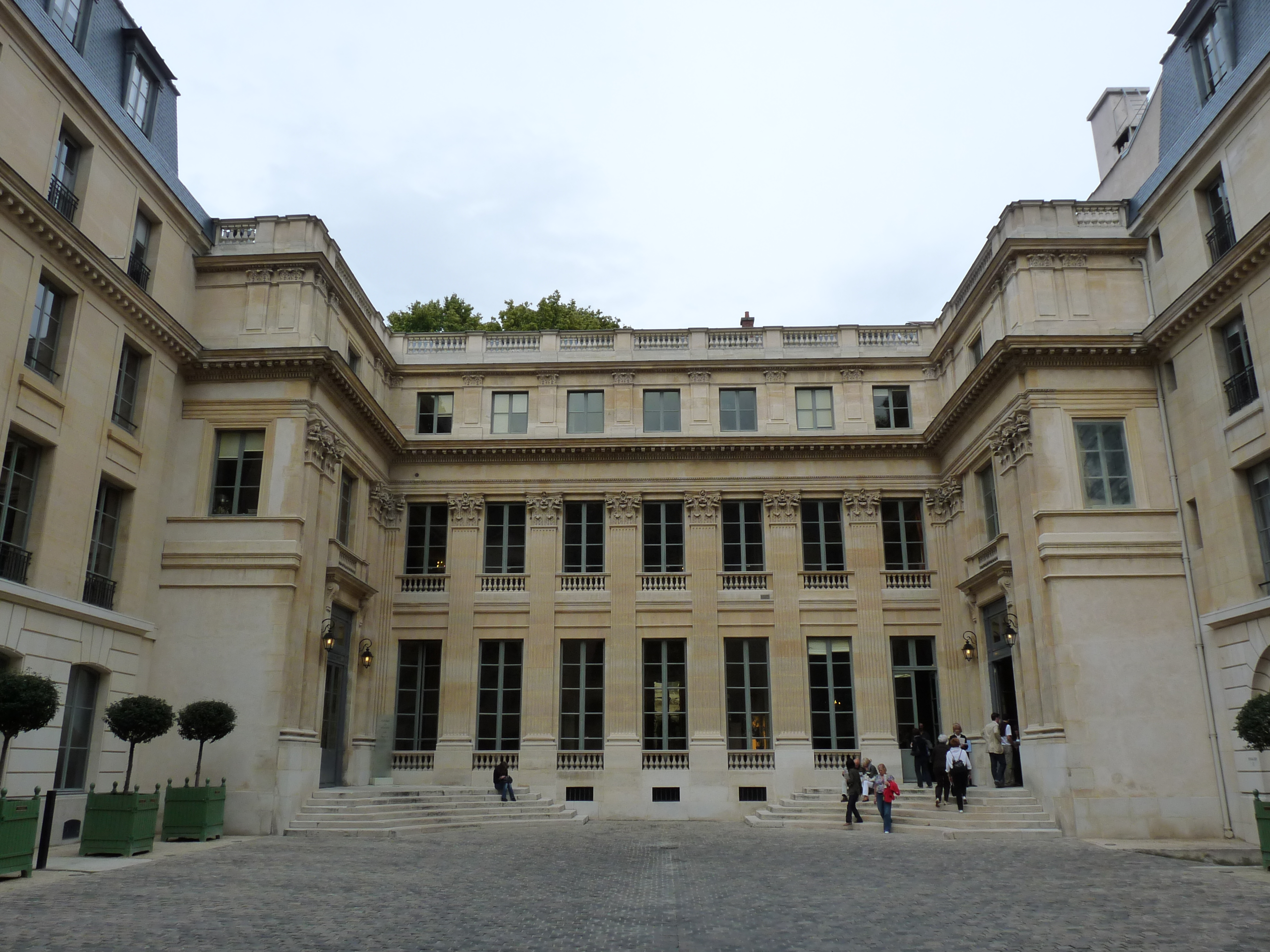
Hôtel de Rochechouart

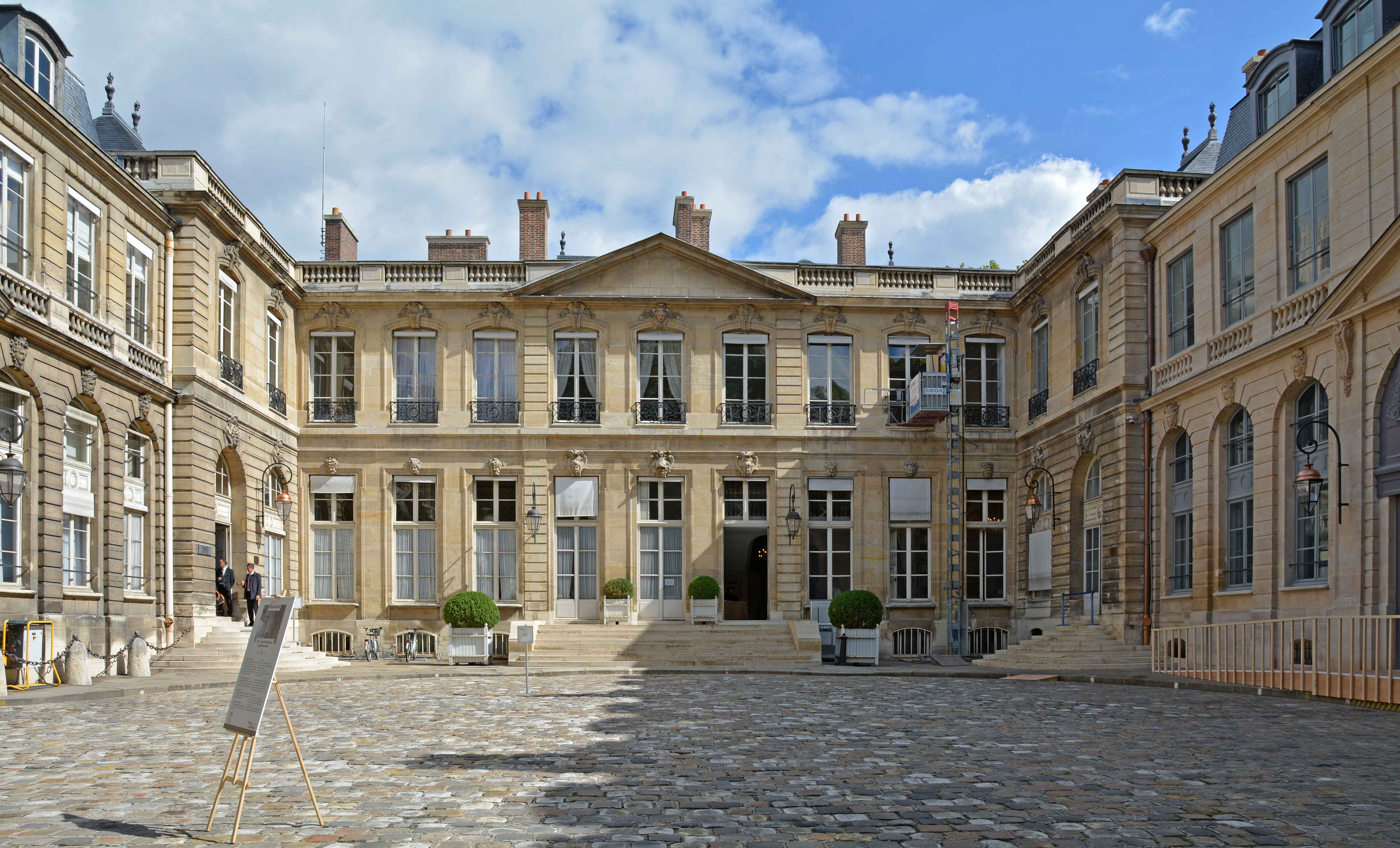
Hôtel de Roquelaure

Das Hôtel Matignon in der Rue de Varenne Nr. 57 (7. Arrondissement) ließ Christian Louis de Montmorency-Luxembourg, Prince de Tingry (1675–1746), Sohn des Maréchal de Luxembourg (1628–1695), im Jahre 1720 von dem Architekten Jean Courtonne errichten. Es ersetzte eine zuvor im Besitz des Barons von Pouancé befindliche Residenz. Heute dient es dem französischen Premierminister als Amtsresidenz.

### Hôtel de Rochechouart
Das Hôtel de Rochechouart, ein typisches Pariser Hôtel particulier zwischen Hof und Garten, ließ die Marquise de Courteille im Jahr 1776 auf einem Grundstück mit der heutigen Hausnummer 110 in der Rue de Grenelle (7. Arrondissement) von dem Hofarchitekten Mathurin Cherpitel für ihre einzige Tochter, die Gräfin von Rochechouart, errichten. Diese verkaufte es im Jahr 1804 an Charles François Augereau, Herzog von Castiglione, Maréchal und Pair von Frankreich. Dessen Witwe überließ es im Jahr 1829 der Universität, woraufhin sich das gerade gegründete Bildungsministerium (damals ministère de l'instruction publique) dort niederließ. Seither ist das Hôtel Rochechouart Sitz des mit dem Bildungswesen beauftragten Ministeriums (heute ministère de l'éducation nationale).
In den Jahren von 1838 bis 1892 wurden, unter anderem von dem Architekten Alphonse de Gisors, mehrere Auf-, An- und Umbauten vorgenommen und für die Erweiterung des Ministeriums die Gebäude der Rue de Bellechasse (Nummern 54 und 56) und der Rue de Grenelle (Nummern 108 und 112) aufgekauft.
Das Corps de Logis aus dem 18. Jahrhundert steht seit 1993 unter Denkmalschutz. Bemerkenswert sind die beiden Fassaden zum Hof und zum Garten sowie der Grand Salon doré (gegenwärtig Büro des Ministers) mit seiner intakten Louis-seize-Ausstattung und das sogenannte „kleine Büro“. Der Grand Salon doré, das Büro von Maupassant, der im Jahr 1878 zum Attaché im Kabinett des Ministers ernannt wurde, sowie der Salon Julie Daubié wurden im Jahr 2002 restauriert.

### Hôtel de Roquelaure
Das Hôtel de Roquelaure befindet sich am Boulevard Saint-Germain 246 im Arrondissement. Es wurde in den Jahren 1695 bis 1724 für Antoine-Gaston de Roquelaure erbaut. Einer der beteiligten Architekten war Jean Lassurance (1690–1755), der unter anderem den Élysée-Palast umbaute. Die Innenräume wurden im Stil des Rokoko gestaltet. Es ist Sitz des Umweltministers.

### Hôtel de Besenval

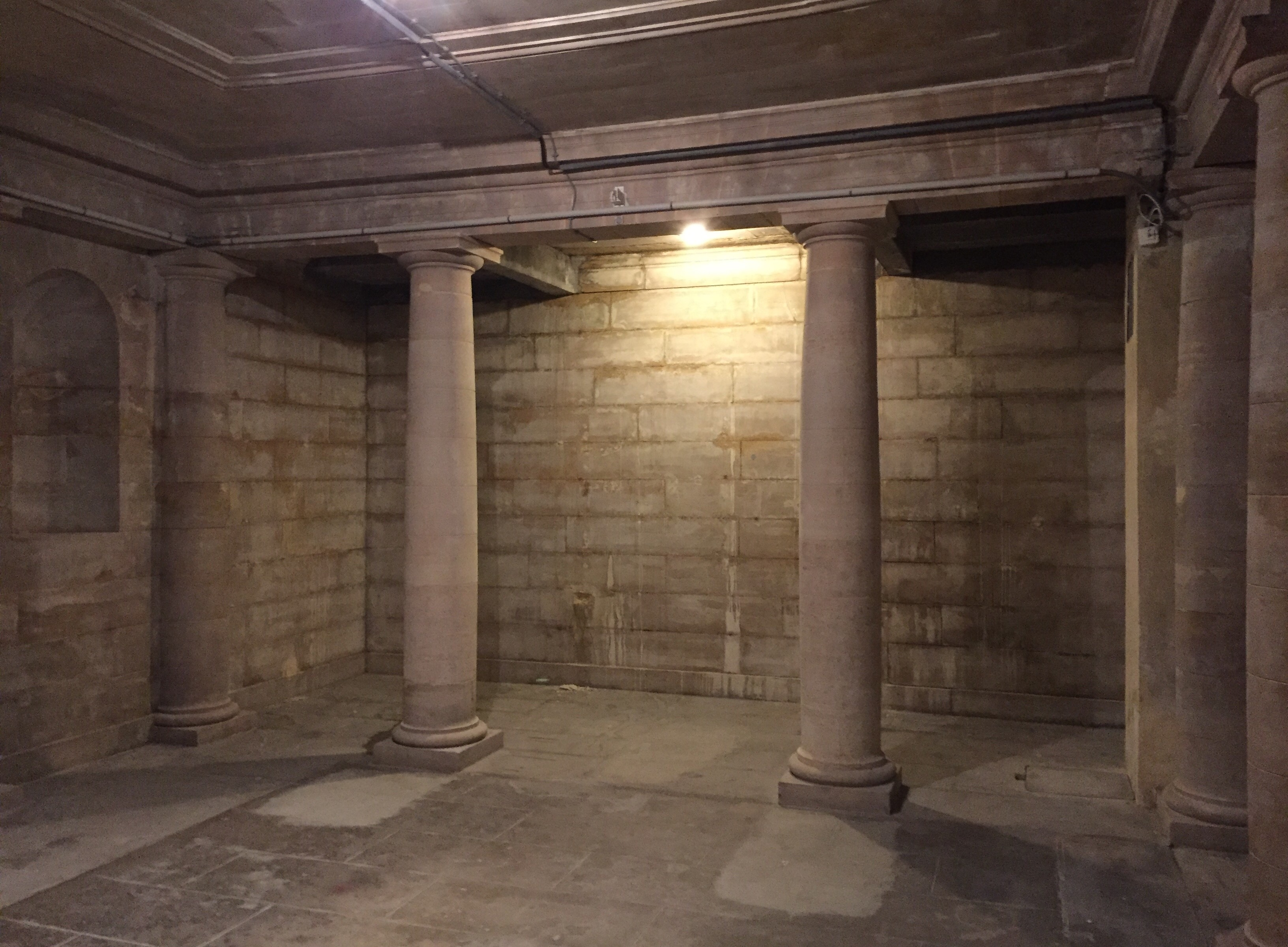
Die Überreste des Nymphäum im Keller des Hôtel de Besenval

Das Hôtel de Besenval mit Ehrenhof und weitläufigem Englischem Garten, befindet sich an der Rue de Grenelle 142. Das Gebäude geht in seinen Ursprüngen auf das 1704 von Pierre Alexis Delamair für Abbé Pierre Chanac de Pompadour errichtete eingeschossige Hôtel Chanac de Pompadour zurück. Berühmtheit erlangte die Residenz unter seinem späteren illustren Besitzer, Pierre Victor, Baron de Besenval de Brunstatt, einem Schweizer Solddienstoffizier in französischen Diensten und Intimus von Königin Marie-Antoinette. 1782 ließ sich der Baron vom Architekten Alexandre-Théodore Brongniart und dem Bildhauer Claude Michel, genannt Clodion, eine bis dahin in Paris einzigartige Neuheit in seine Residenz einbauen: ein Nymphäum, ein hallenartiges Bad nach dem Vorbild der Antike, dessen Überreste noch heute sichtbar sind. Das Nymphäum wurde schnell zum Stadtgespräch und zementierte den Ruf des Barons als Liebhaber und Verführer. Seit 1938 dient das Hôtel de Besenval als Sitz der Botschaft der Schweizerischen Eidgenossenschaft in Frankreich.

### Hôtel du Châtelet
Das Hôtel du Châtelet, Rue de Grenelle 127, wurde 1770 bis 1776 für Louis Marie Florent du Châtelet nach Plänen von Mathurin Cherpitel im Louis-seize-Stil erbaut. Es beherbergt heute das Arbeitsministerium.

## Faubourg Saint-Honoré

### Place Vendôme
Die Place Vendôme wurde ab dem Jahr 1688 zu Ehren des Königs Ludwig XIV. nach dem Entwurf des Architekten Jules Hardouin-Mansart gebaut. Die mit einheitlichen Fassaden ausgestatteten Paläste um den Platz herum wurden bis zum Jahr 1720 erbaut. In der Mitte des Platzes steht die 44 Meter hohe nach dem Platz benannte Colonne Vendôme (dt. Säule Vendôme) aus den Jahren 1806 bis 1810.

### Hôtel de Charost

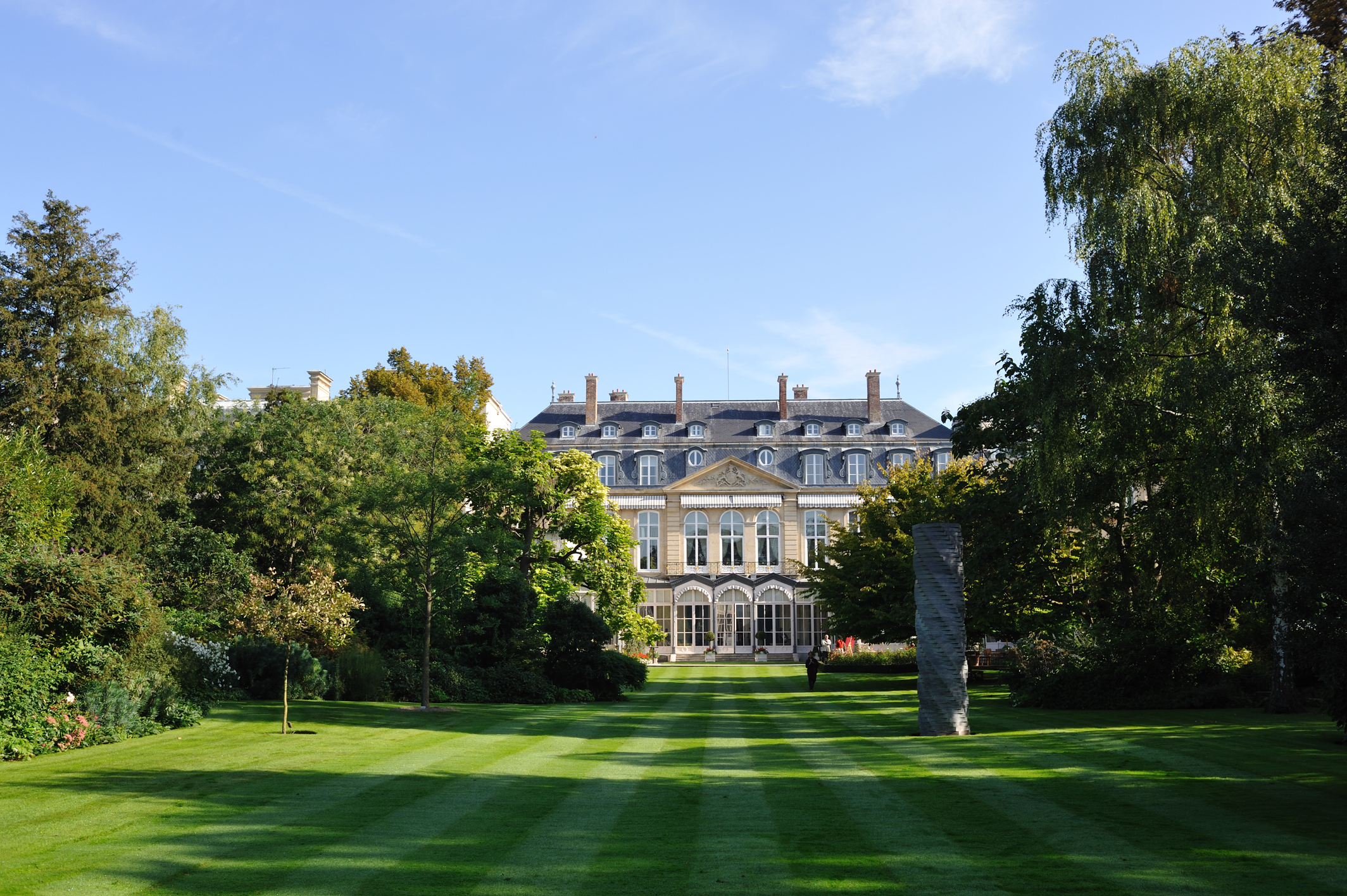
Hôtel de Charost, britische Botschafterresidenz, Garten

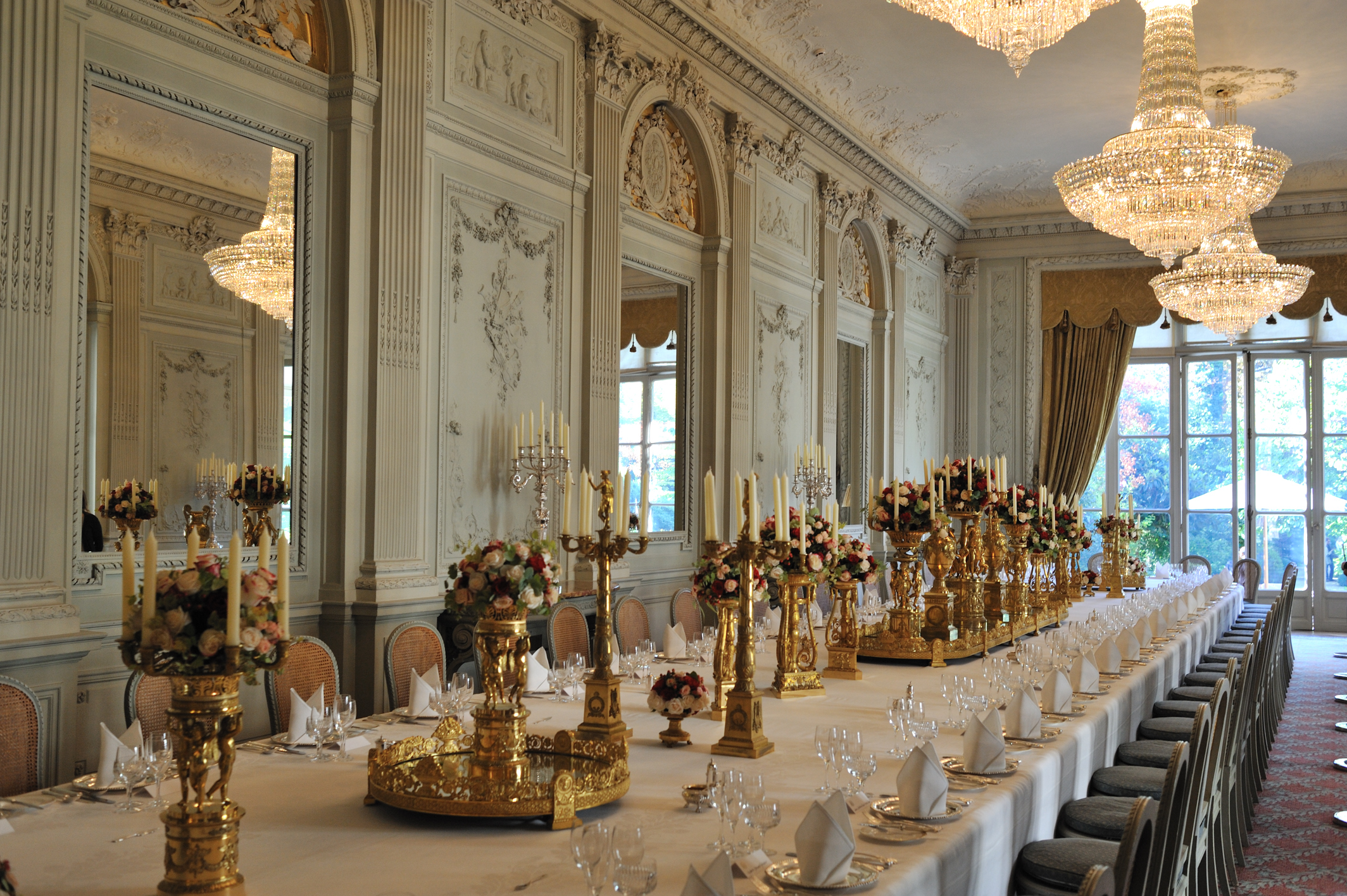
Hôtel de Charost, Speisesaal

Das Hôtel de Charost befindet sich an der Rue du Faubourg Saint-Honoré 39 im 8. Arrondissement. Im Jahre 1722 erwarb der Capitaine der Garde du corps du roi Chevalier du Saint-Esprit Paul-Francois de Béthune-Charost eines der Grundstücke nahe dem neu errichteten Hôtel d’Évreux, dem heutigen Élysée-Palast, in der Rue du Faubourg Saint-Honoré. Von 1722 bis 1726 ließ dessen Vater Armand II. de Béthune darauf das Hôtel de Charost errichten. Die Ausführung oblag dem aus Marseille stammenden Antoine Mazin. Das Hôtel umfasste die Appartements für Armand II. de Béthune, wie auch die seines jüngeren Sohnes, Paul François de Béthune, und seiner Schwiegertochter. Bis 1784 wurde das Hôtel von den Mitgliedern des Hauses Charost-Béthune genutzt.
1784 wurde das Gebäude an den Grafen de La Marck verpachtet und zwischen 1787 und 1791 umgestaltet. Nach dem Ablauf des Pachtvertrages fiel das Anwesen 1793 an den Herzog zurück. Dessen Witwe verpachtete das Hôtel im Jahre 1800 an den bei der Ersten Französischen Republik akkreditierten britischen Botschafter Charles Whitworth, 1. Earl Whitworth. Ein weiterer Umbau erfolgte bis 1803.
Kurz nach der Ausweisung des Botschafters ging das Hôtel in den Besitz von Napoleons Schwester Pauline Bonaparte über. Auf Veranlassung von Pauline Borghese wurde das Hôtel nach 1804 von Pierre-François-Léonard Fontaine und Besnard umgestaltet. Das Interieur im Stil des Empire orientierte sich am Hôtel de Beauharnais (heute Residenz des deutschen Botschafters), das sich im Besitz des Stiefsohnes von Napoleon Bonaparte, Eugène de Beauharnais, befand. 1814 wurde das Hôtel samt Inventar verkauft und vom Herzog von Wellington, dem Stadtkommandanten von Paris, genutzt. Seit 1815 diente das Hôtel de Charost als Botschaft Großbritanniens in Frankreich.

### Hôtel de Crillon

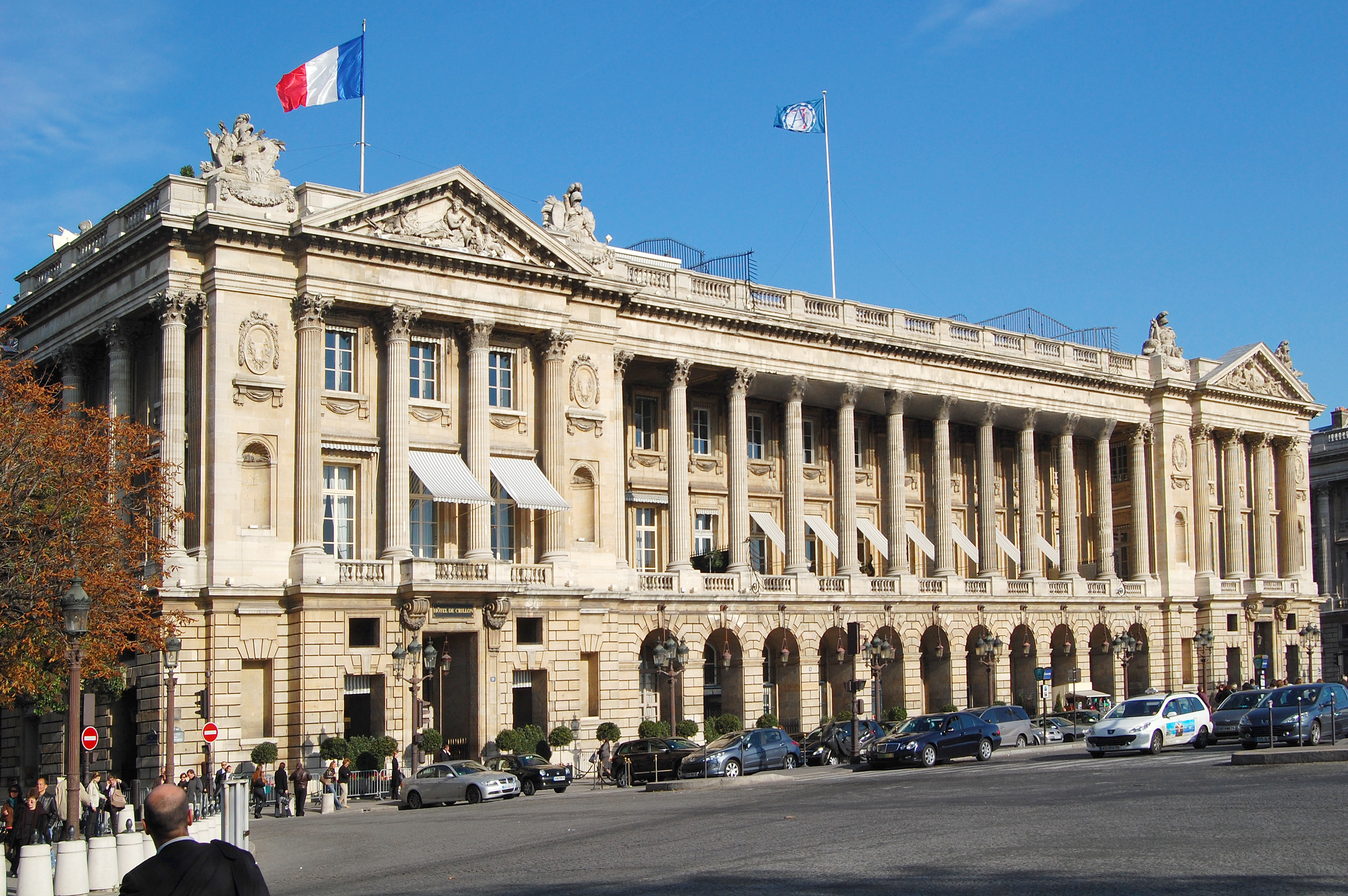
Hôtel de Crillon

Das Hôtel de Crillon an der Place de la Concorde Nr. 10 ist Teil des westlichen der zwei Paläste, die Jacques-Ange Gabriel als nördliche Saumbebauung dieses Platzes zum Faubourg Saint-Honoré entwarf. Allerdings schuf Gabriel nur die Fassade (ab 1757) und überließ es dem Architekten Louis-François Trouard, der das dahinter gelegene Grundstück erwarb, das eigentliche Hôtel particulier nach seinen eigenen Bedürfnissen zu gestalten. Dieser vermietete den Stadtpalast im Jahr 1776 an den Herzog von Aumont († 1782) und verkaufte ihn nach dessen Tod im Jahr 1788 an den Herzog von Crillon, dessen Familie ihn, mit einer durch die Konfiskation während der Revolution bedingten Unterbrechung, bis zum Jahr 1907 bewohnte. In jenem Jahr wurde das Hôtel de Crillon von der "Société des grands magasins et hôtels du Louvre" umgebaut und beherbergt seither eines der luxuriösesten Hotels der Welt.

### Hôtel Saint-Florentin oder Hôtel Talleyrand-Périgord

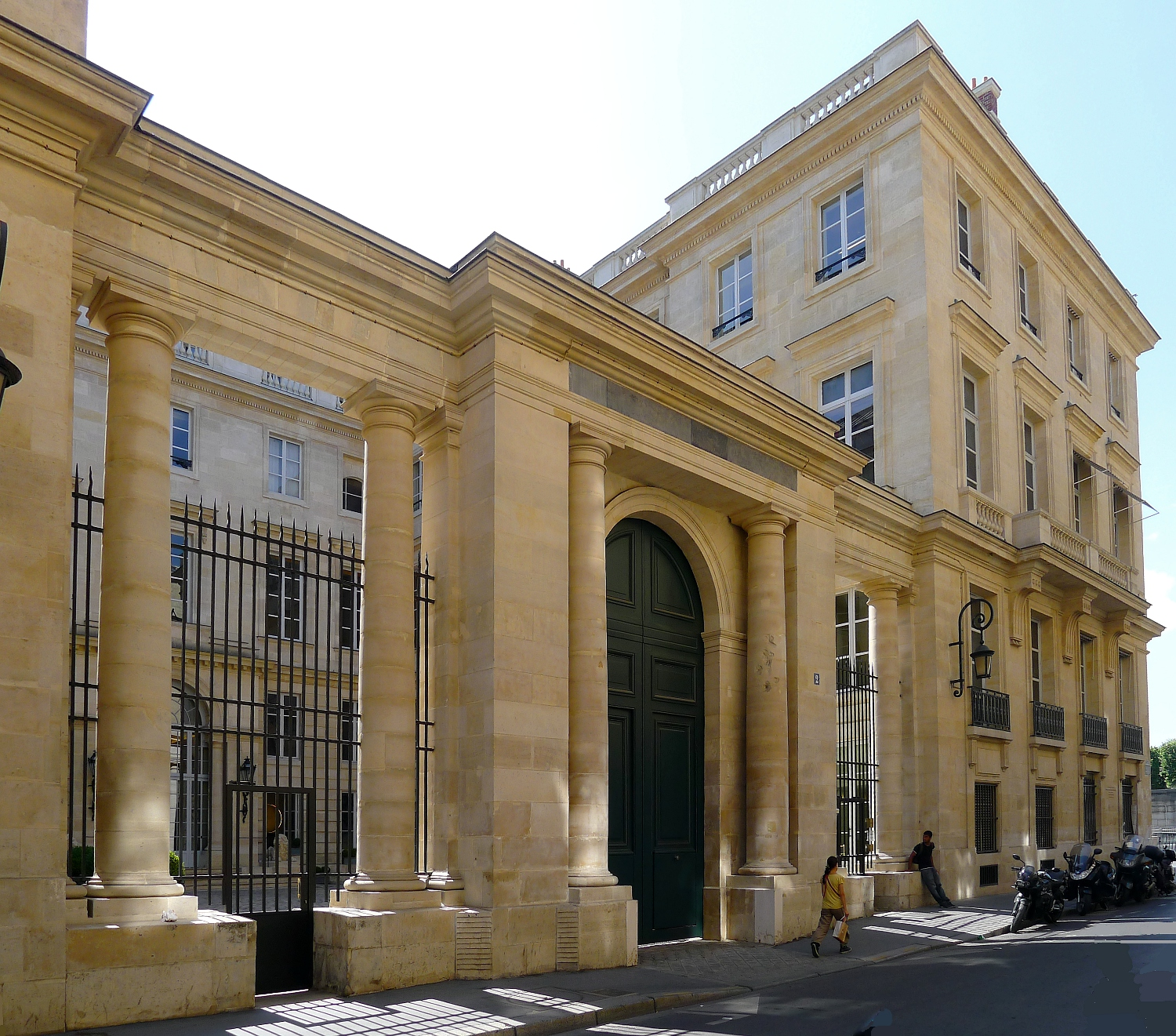
Hôtel Saint-Florentin

Das Hôtel Saint-Florentin in der Rue Saint-Florentin Nr. 2 an der nordöstlichen Ecke der Place de la Concorde (1. Arrondissement), errichtete von 1767 bis 1769 der französische Architekt Jean-François Chalgrin für Louis Phélypeaux de Saint-Florentin, Staatssekretär Ludwigs XVI. Dieser hatte das Gelände von dem Finanzmann Samuel Bernard erworben. Der Stadtpalast kam 1812 in den Besitz von Talleyrand († 1838) und wurde nach dessen Tod von Baron James de Rothschild (eigentlich Jakob Mayer Rothschild), dem jüngsten der fünf Rothschild-Brüder und Begründer des französischen Familienzweigs, gekauft. Dessen Nachfahren ließen das Hôtel Saint-Florentin von 1860 bis 1870 von den Architekten E. Petit und Léon Ohnet umbauen und mit Boiserien aus dem Pavillon der Madame du Barry in Louveciennes schmücken. 1940 beschlagnahmte die Regierung Pétain das Gebäude für ihr Marineministerium und nach dem Besetzung von Paris durch die deutschen Truppen wurde es zum Hauptquartier der deutschen Kriegsmarine in Frankreich. Der letzte rechtmäßige Vorkriegsbesitzer Édouard Alphonse James de Rothschild bemühte sich erst aus den USA und nach seiner Rückkehr nach Frankreich ab 1944 in Paris bei den verschiedenen französischen Nachkriegsregierungen jahrelang vergeblich um die Aufhebung der ursprünglichen Beschlagnahmung und die offizielle Rückgabe des Gebäudes an ihn und seine Familie. Seine Tochter Jacqueline Piatigorsky schreibt in ihrer Autobiographie, dass die Restitution erst zwei Monate nach dem Tod ihres Vaters am 30. Juni 1949 erfolgte. Allerdings hatten die USA bereits ab 1948 das Gebäude von ihm gemietet. Es wurde zum Sitz der American Administration of the European Recovery Program, der Behörde, die mit der Durchführung des europäischen Wiederaufbaus nach dem Marshall-Plan beauftragt war. Am 14. November 1950 kauften die USA das Gebäude von den Rothschilds. Zwischen 1981 und 1984 wurden an dem seit 1925 unter Denkmalschutz stehenden Gebäude umfangreiche Renovierungsarbeiten vorgenommen. In der Folgezeit  beherbergte der Palast verschiedene Behörden der amerikanischen Botschaft in Frankreich, darunter das Konsulat, die Steuerbehörde (Internal Revenue Service) und die Behörde für Öffentlichkeitsarbeit im Ausland (United States Information Services).. Zwischen 2000 und 2010 erfolgten weitere umfangreiche Renovierungsarbeiten unter Leitung des amerikanischen Außenministeriums und in Zusammenarbeit mit der Stiftung World Monuments Fund. Derzeit werden die Empfangsräume für offizielle Konferenzen, Treffen und Empfänge genutzt, ein Teil ist an die Pariser Filiale der amerikanischen internationalen Wirtschaftskanzlei Jones Day vermietet.

### Hôtel de Pontalba

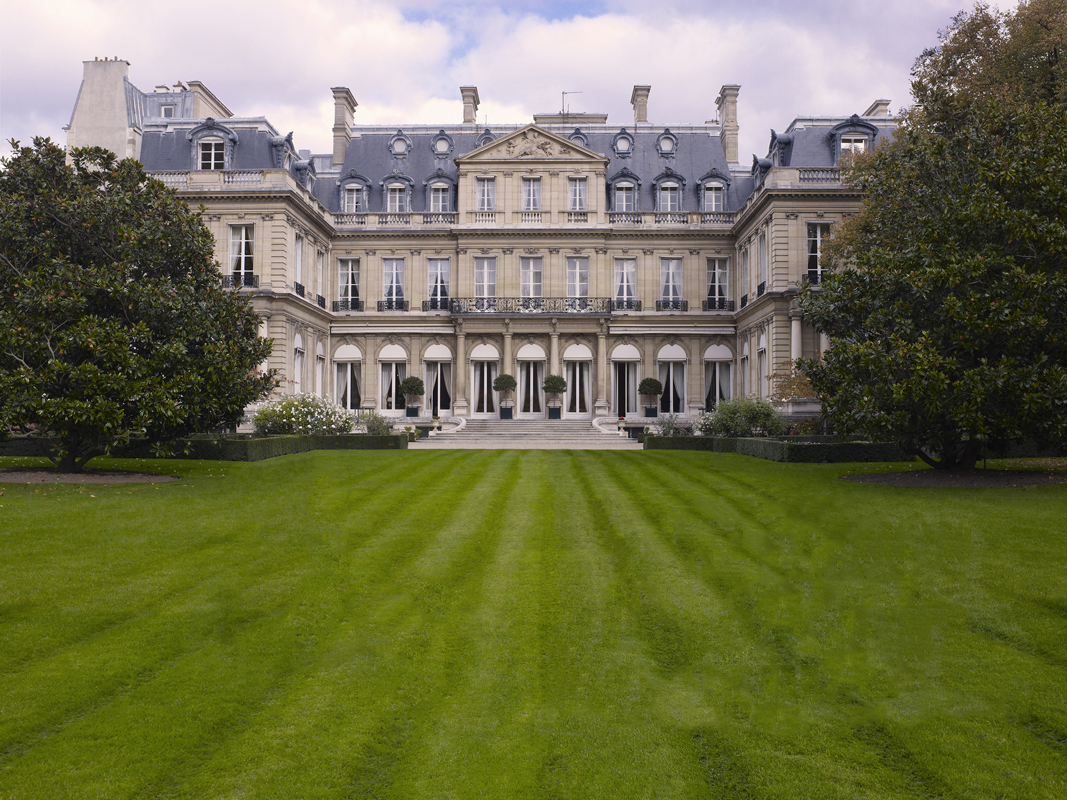
Hôtel de Pontalba

Das Hôtel de Pontalba in der Rue du Faubourg Saint-Honoré Nr. 41 im 8. Arrondissement wurde in den Jahren 1836 bis 1842 von Louis Visconti für die Baronin von Pontalba erbaut und im Jahr 1876 von Edmond de Rothschild erworben. Dieser ließ es von dem Architekten Félix Langlais sehr stark umbauen, wobei kostbare Boiserien aus dem Hôtel Samuel Bernards (Nr. 46 in der Rue du Bac) und dem Hôtel Peyrenc de Moras (heute Musée Rodin) für die Ausstattung Wiederverwendung fanden.
Das Gebäude befindet sich seit dem Jahr 1948 im Besitz der Regierung der Vereinigten Staaten. Seit dem Jahr 1966 dient es als Residenz des Botschafters.

## Quartier Latin

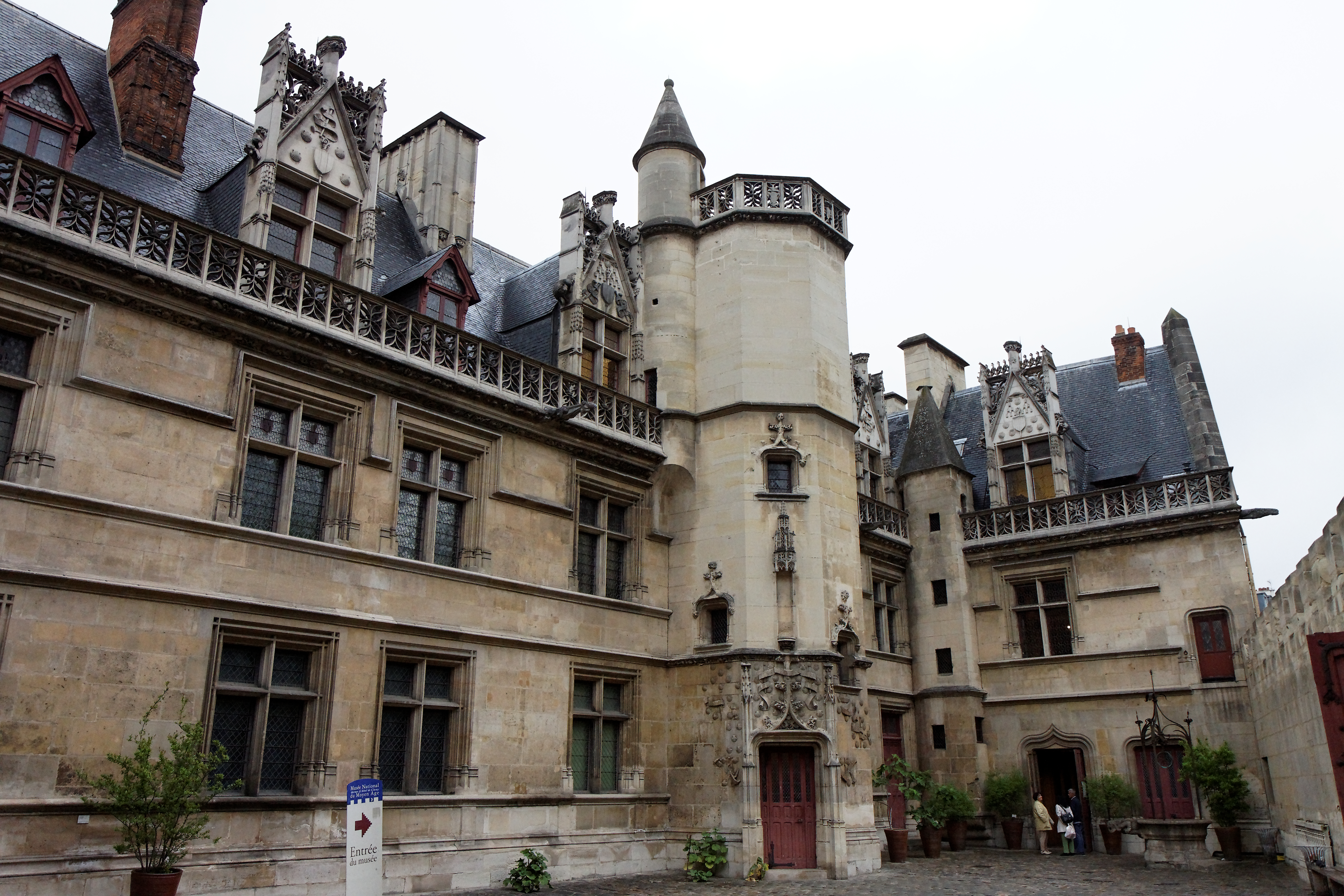
Hôtel de Cluny

### Hôtel de Cluny
Das Hôtel de Cluny liegt im Quartier Latin. Es ist gemeinsam mit dem Hôtel de Sens der älteste noch erhaltene Stadtpalast. Der Abt des bedeutenden Klosters Cluny ließ das Gebäude von 1485 bis 1490 errichten. Von der Grundkonzeption noch eine gotische Stadtburg, sind Details wie die Fensteranordnung schon im Geist der Renaissance.
Heute ist hier das Musée national du Moyen Âge untergebracht, das Museum für mittelalterliche Kunst. Es zeigt Exponate wie Fenster der Sainte-Chapelle, Skulpturen von Notre-Dame, und Bildwirkereien wie die „Dame mit Einhorn“.
Direkt benachbart und teilweise in das Museum integriert sind die Ruinen der antiken Thermenanlage.

## Weitere

### Hôtel de Thellusson
Das Hôtel de Thellusson wurde ab 1780 im Auftrag von Marie-Jeanne Girardot de Vermenoux (1736–1781), der Witwe des Banquiers Georges-Tobie de Thellusson (1728–1776), von Claude Nicolas Ledoux in der damaligen Nr. 30 der Rue de Provence (heute 9. Arrondissement) errichtet. Es ging nach ihrem Tod in den Besitz ihres Sohnes über, dann an Joachim Murat (1802) und an Napoléon Bonaparte (1807), der es den russischen Zaren Alexander I. schenkte. Es wurde 1824 abgerissen.

### Hôtel Beauharnais

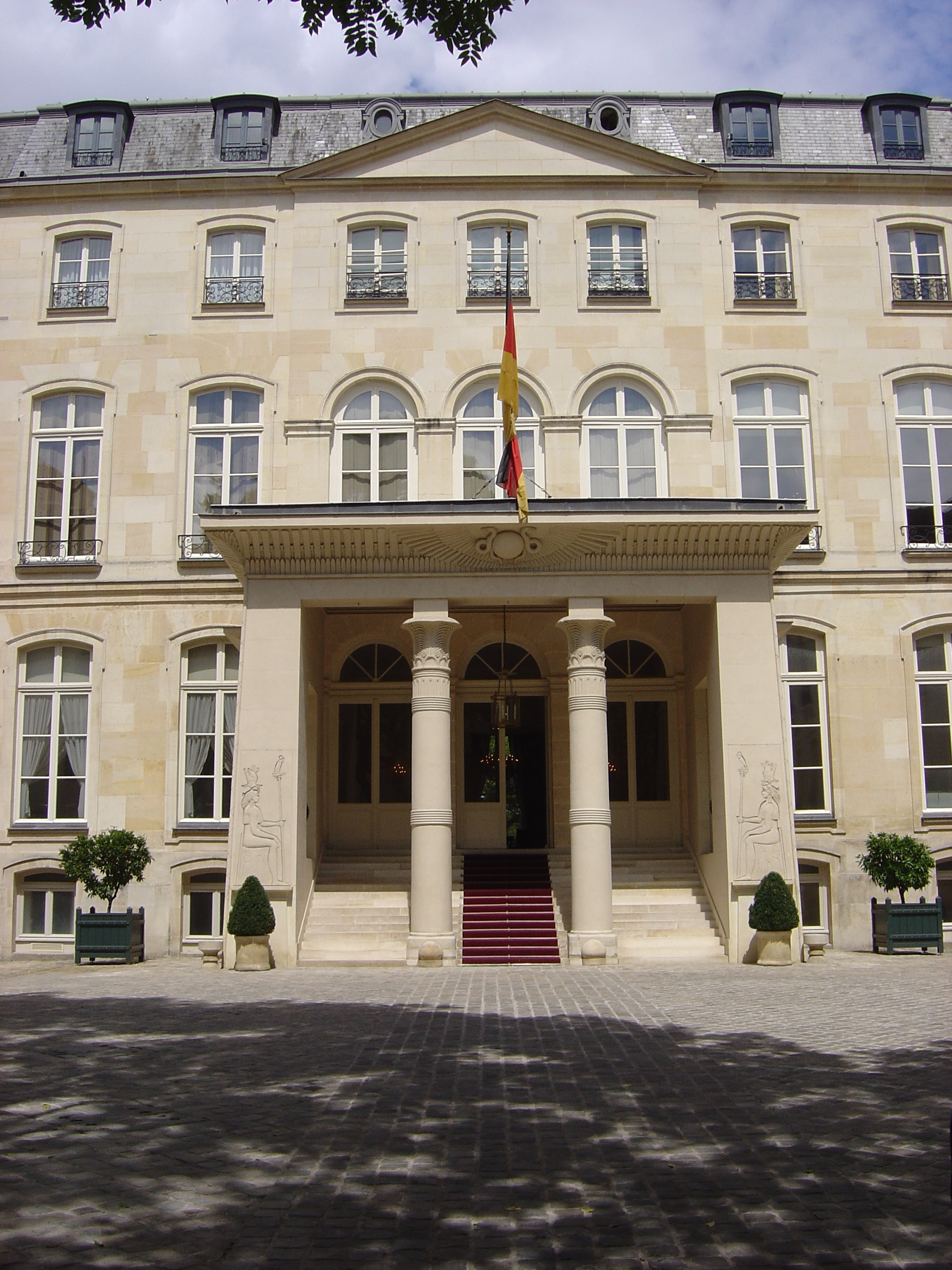
Hôtel Beauharnais

Das Hôtel Beauharnais wurde 1714 von Germain Boffrand für Jean-Baptiste Colbert, marquis de Torcy errichtet. 1803 kaufte es nach diversen Besitzwechseln Eugène de Beauharnais, Stiefsohn Napoleons und Vizekönig von Italien, der im Hinblick auf seine angestrebte Thronfolge aufwändig umgestalten ließ. 1818 ging es unter Friedrich Wilhelm III. in preußischen Besitz über und wurde zur Gesandtschaft, später zur Botschaft des Deutschen Reiches. Es ist heute die Residenz des deutschen Botschafters in Paris.

## Paläste

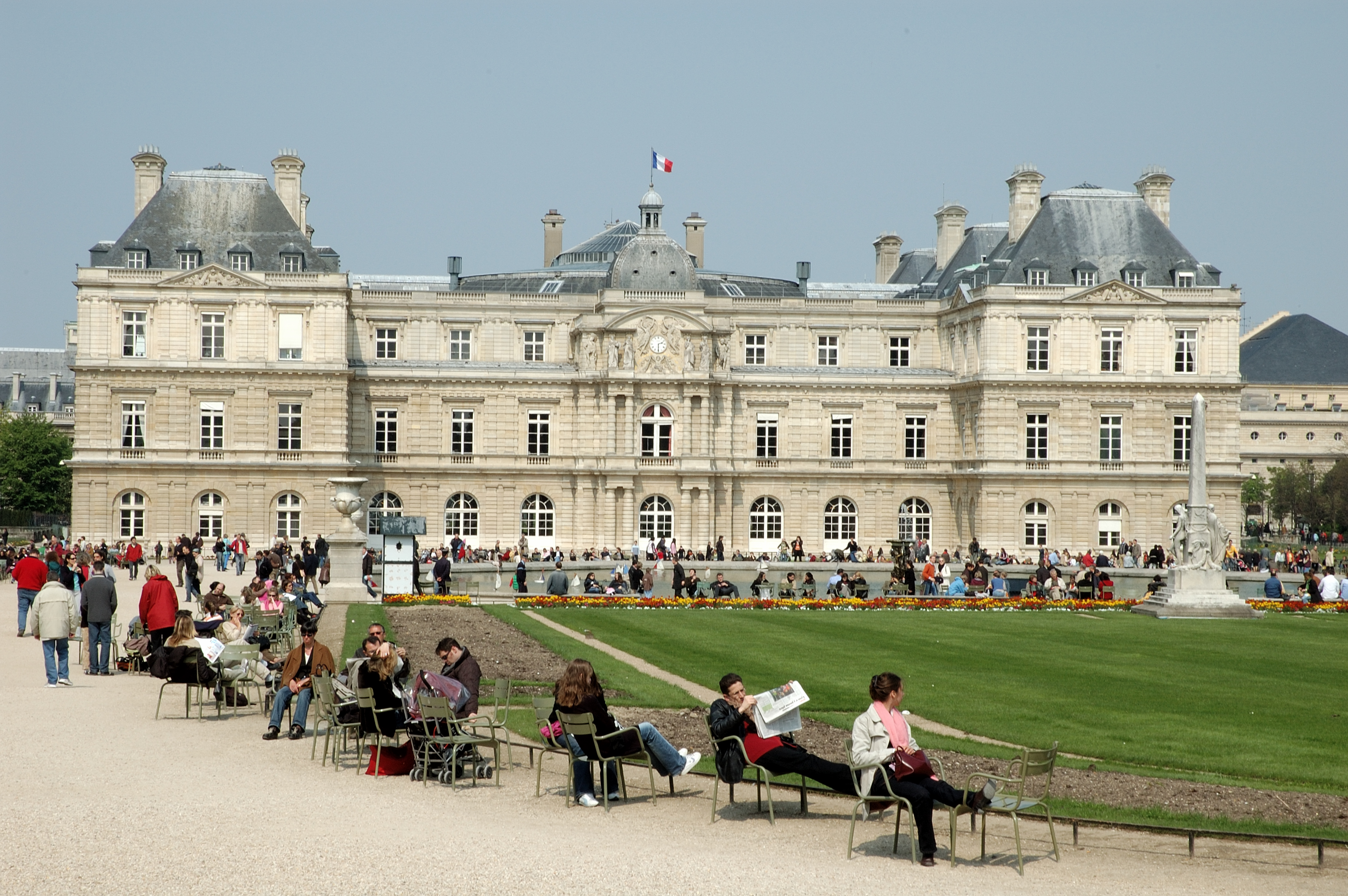
Palais du Luxembourg vom Garten aus

### Palais du Luxembourg
Das Palais du Luxembourg wurde nach dem Tod König Heinrichs IV. in der Zeit von 1612 bis 1620, als Witwensitz Maria von Medicis errichtet. Der Entwurf stammt von Salomon de Brosse. Es ist seit 1800 Sitz des französischen Senats

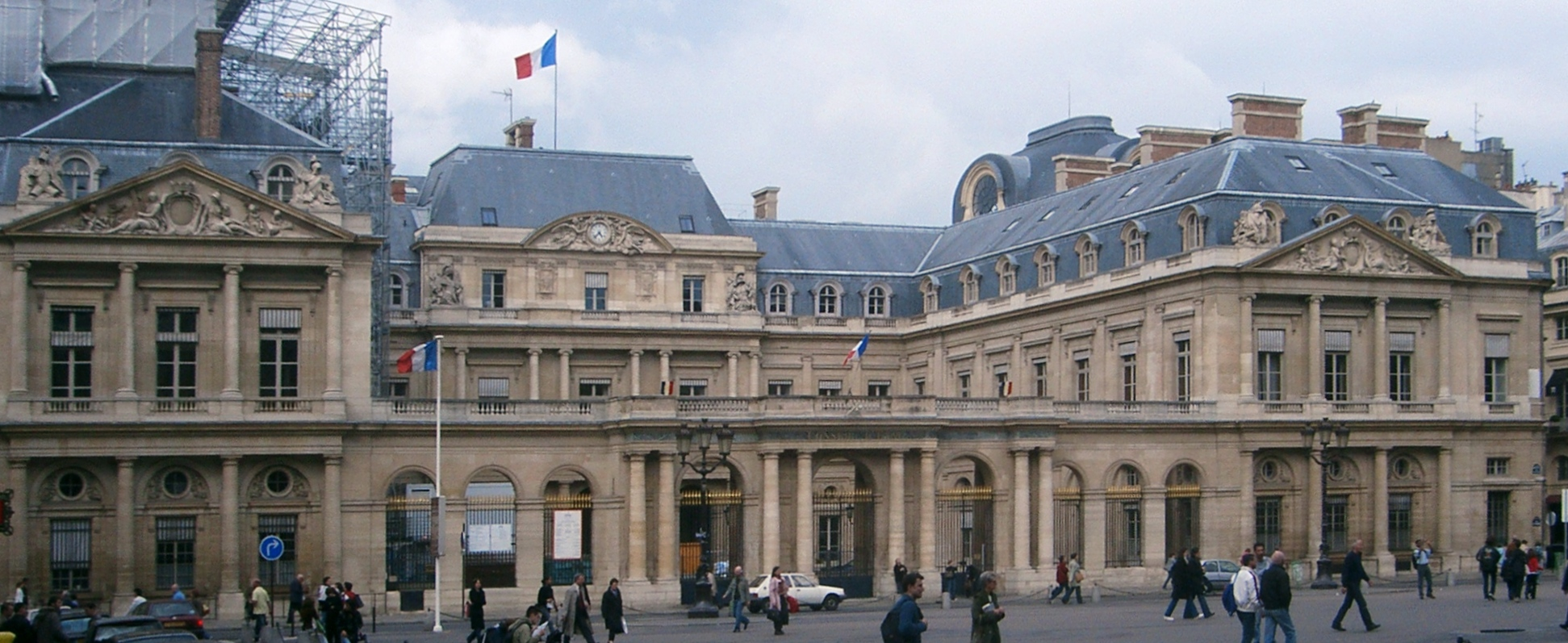
Palais Royal

Siehe auch: Jardin du Luxembourg

### Palais Royal
Das Palais Royal wurde in den Jahren 1634 bis 1642 vom Architekten Jacques Le Mercier für den Kardinal Richelieu gebaut und beherbergt heute unter anderem das französische Kultusministerium.

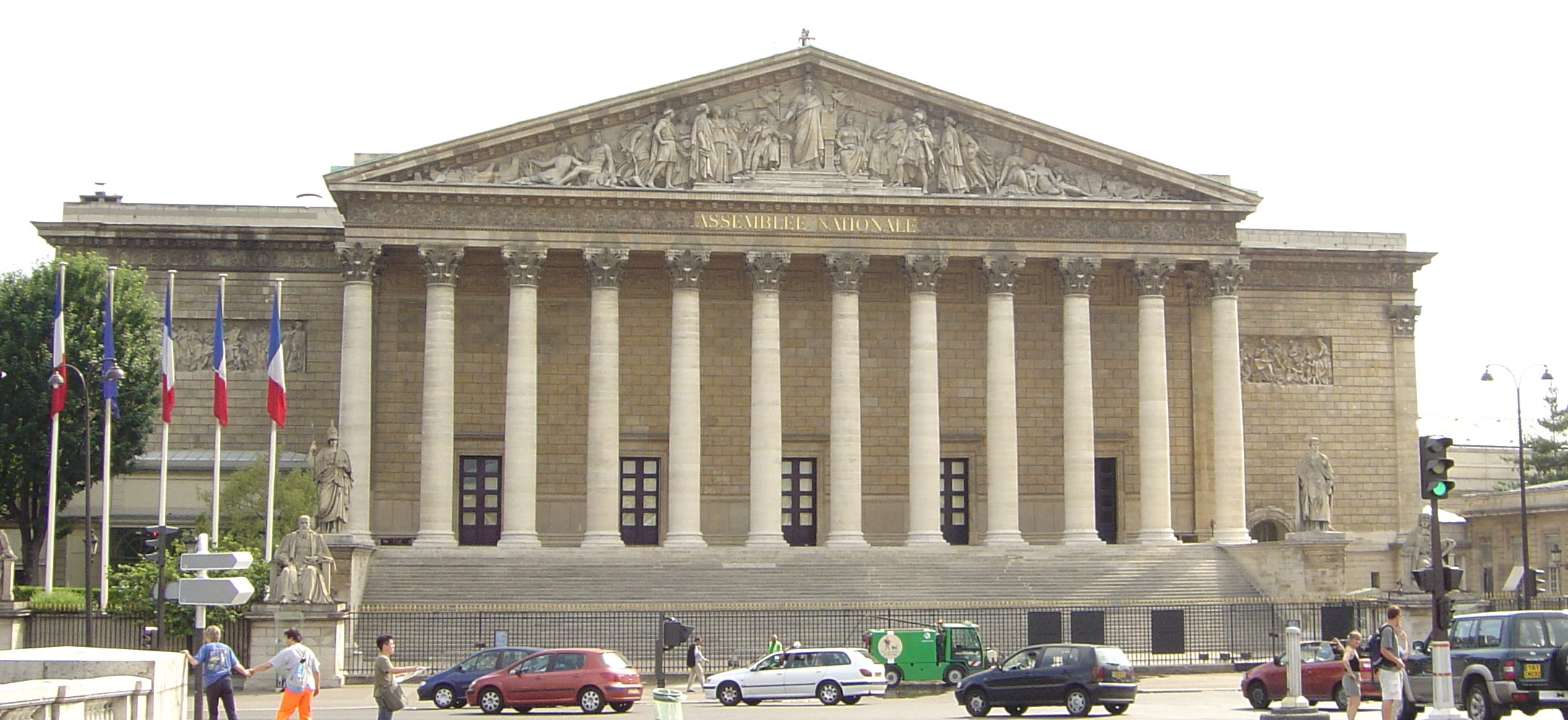
Palais Bourbon

### Palais Bourbon
Das Palais Bourbon wurde ab dem Jahr 1722 für eine Tochter des Königs Ludwig XIV., die Duchesse de Bourbon, gebaut. Seit dem Jahr 1826 befindet sich dort der Sitz der französischen Nationalversammlung, dem Unterhaus des Parlaments.